# Clémentine Poidatz
Clémentine Poidatz (Parijs, 19 juni 1981) is een Franse actrice, vooral bekend van de Amerikaanse serie Mars.

## Filmografie
Een beknopte filmografie van Poidatz:
- Regular Lovers, onbekend, 2005
- Marie Antoinette, Comtesse de Provence, 2006
- Cabaret, Angélique, 2007
- Une aventure de Valerie, Julie, 2007
- Could This Be Love?, Marina, 2007
- Frontier of the Dawn, Ève, 2008
- Miroir, mon beau miroir, Comédienne, 2008
- Les enfants d'Orion, Lou, 2008
- Hello, goodbye, Gladys, 2008
- Schéma directeur, vriendin, 2009
- Un sourire malicieux éclaire son visage, vrouw, 2009
- All Mountains Look Alike, onbekend, 2009
- Les Petits Meurtres d'Agatha Christie, Eléonore, 2009
- Yoshido (Les autres vies), Mathilde, 2010
- Yugen, Clémentine, 2010
- The Robin Hoods of the Poor, Selma Bregovitch, 2011
- Nicolas Le Floch, Suzon, 2012
- Spin, Valentine, 2012
- Armed Hands, Nathalie, 2012
- Sarah Adams, Sarah Adams, 2012
- El Turrrf, Clémentine, 2012
- Les yeux fermés, Mina, 2013
- Les Yeux jaunes des crocodiles, Caroline Hubert, 2014
- Madeleine et les deux Apaches, Louise Brooks, 2014
- Profilage, Elisa, 2014
- Dans la forêt lointaine, Lucie, 2014
- L'île à midi, Carole, 2015
- Bionic Girl, meisje, 2015
- Les soucis, Pauline, 2015
- La loi de..., Eléonore Vauthier, 2016
- À la fenêtre, Julie, 2016
- Vendeur, Karole, 2016
- Louis-Ronan Choisy: Encore, onbekend, 2016
- Shut In, Lucy, 2016
- Mars, Amelie Durand, 2016-2018
- La folle histoire de l'univers, zichzelf, 2017
- Mon amour, onbekend, 2017
- French Exchange, Camille, 2017
- Revenge, luitenant Carré, 2017
- Housewife, Holly, 2017
- To Each, Her Own, Géraldine, 2018

- Gemeinsame Normdatei: 1235794768
- International Standard Name Identifier: 0000 0000 7276 3489
- Library of Congress Control Number: no2009179029
- Système universitaire de documentation: 140474048
- Virtual International Authority File: 267965234
- WorldCat: E39PBJfCD9YVwYvHBXDpcFKjmd